# Ogcocephalus rostellum
Ogcocephalus rostellum är en fiskart som beskrevs av Bradbury, 1980. Ogcocephalus rostellum ingår i släktet Ogcocephalus och familjen Ogcocephalidae. Inga underarter finns listade i Catalogue of Life.